# Partecipanti alla Figueira Champions Classic 2024
Elenco dei partecipanti alla Figueira Champions Classic 2024.
La Figueira Champions Classic 2024 è stata la seconda edizione della corsa. Alla competizione presero parte ventitre squadre: dieci con licenza UCI World Tour 2024, quattro UCI ProTeam e nove UCI Continental Team.
Partenza con 154 ciclisti accreditati.

## Corridori per squadra
Nota: R ritirato, NP non partito, FT fuori tempo, SQ squalificato
| Soudal Quick-Step                | Soudal Quick-Step                | Soudal Quick-Step                | UAE Team Emirates                     | UAE Team Emirates                     | UAE Team Emirates                     | Lidl-Trek                        | Lidl-Trek                        | Lidl-Trek                        |
| -------------------------------- | -------------------------------- | -------------------------------- | ------------------------------------- | ------------------------------------- | ------------------------------------- | -------------------------------- | -------------------------------- | -------------------------------- |
| N°                               | Ciclista                         | Clas.                            | N°                                    | Ciclista                              | Clas.                                 | N°                               | Ciclista                         | Clas.                            |
| 1                                | Remco Evenepoel                  | 1°                               | 11                                    | Filippo Baroncini                     | 23°                                   | 21                               | Andrea Bagioli                   | 25°                              |
| 2                                | Mattia Cattaneo                  | 79°                              | 12                                    | Isaac Del Toro                        | 37°                                   | 22                               | Sam Oomen                        | 35°                              |
| 3                                | James Knox                       | 47°                              | 13                                    | Marc Hirschi                          | 6°                                    | 23                               | Edward Theuns                    | 68°                              |
| 4                                | Mikel Landa                      | 19°                              | 14                                    | António Morgado                       | 15°                                   | 24                               | Mathias Vacek                    | 30°                              |
| 5                                | Pieter Serry                     | 87°                              | 15                                    | Rui Oliveira                          | 66°                                   | 25                               | Nils Aebersold                   | 94°                              |
| 6                                | Warre Vangheluwe                 | R                                | 16                                    | Owen Cole                             | 102°                                  | 26                               | Mats Wenzel                      | 70°                              |
| 7                                | Louis Vervaeke                   | R                                | 17                                    | Duarte Marivoet                       | R                                     |                                  |                                  |                                  |
| Alpecin-Deceuninck               | Alpecin-Deceuninck               | Alpecin-Deceuninck               | EF Education-EasyPost                 | EF Education-EasyPost                 | EF Education-EasyPost                 | Movistar Team                    | Movistar Team                    | Movistar Team                    |
| N°                               | Ciclista                         | Clas.                            | N°                                    | Ciclista                              | Clas.                                 | N°                               | Ciclista                         | Clas.                            |
| 31                               | Quinten Hermans                  | 20°                              | 41                                    | Markel Beloki                         | R                                     | 51                               | Ruben Guerreiro                  | 9°                               |
| 32                               | Nicola Conci                     | 21°                              | 42                                    | Stefan Bissegger                      | 64°                                   | 52                               | Carlos Canal                     | 33°                              |
| 33                               | Lars Boven                       | 4°                               | 43                                    | Mikkel Honoré                         | 11°                                   | 53                               | Jon Barrenetxea                  | R                                |
| 34                               | Jimmy Janssens                   | 45°                              | 44                                    | James Shaw                            | 38°                                   | 54                               | Johan Jacobs                     | 73°                              |
| 35                               | Xandro Meurisse                  | 69°                              | 45                                    | Yuhi Todome                           | 56°                                   | 55                               | Iván Romeo                       | 18°                              |
| 36                               | Stan Van Tricht                  | 89°                              | 46                                    | Michael Valgren                       | 36°                                   | 56                               | Antonio Pedrero                  | NP                               |
| 37                               | Ramses Debruyne                  | 44°                              | 47                                    | Marijn van den Berg                   | 7°                                    | 57                               | Pelayo Sánchez                   | 10°                              |
| Intermarché-Wanty                | Intermarché-Wanty                | Intermarché-Wanty                | Team DSM-Firmenich PostNL             | Team DSM-Firmenich PostNL             | Team DSM-Firmenich PostNL             | Arkéa-B&B Hotels                 | Arkéa-B&B Hotels                 | Arkéa-B&B Hotels                 |
| N°                               | Ciclista                         | Clas.                            | N°                                    | Ciclista                              | Clas.                                 | N°                               | Ciclista                         | Clas.                            |
| 61                               | Vito Braet                       | 2°                               | 71                                    | Pavel Bittner                         | 32°                                   | 81                               | Vincenzo Albanese                | 77°                              |
| 62                               | Simone Gualdi                    | 46°                              | 72                                    | John Degenkolb                        | 54°                                   | 82                               | Jenthe Biermans                  | 24°                              |
| 63                               | Rune Herregodts                  | 34°                              | 73                                    | Niklas Märkl                          | R                                     | 83                               | Anthony Delaplace                | 48°                              |
| 64                               | Simone Petilli                   | 100°                             | 74                                    | Martijn Tusveld                       | 65°                                   | 84                               | Michel Ries                      | 81°                              |
| 65                               | Laurenz Rex                      | 22°                              | 75                                    | Casper van Uden                       | 57°                                   | 85                               | Léandre Lozouet                  | 51°                              |
| 66                               | Tim Rex                          | 42°                              | 76                                    | Bram Welten                           | R                                     | 86                               | Martin Tjøtta                    | 43°                              |
| 67                               | Mike Teunissen                   | 41°                              |                                       |                                       |                                       |                                  |                                  |                                  |
| Astana Qazaqstan Team            | Astana Qazaqstan Team            | Astana Qazaqstan Team            | Tudor Pro Cycling Team                | Tudor Pro Cycling Team                | Tudor Pro Cycling Team                | Caja Rural-Seguros RGA           | Caja Rural-Seguros RGA           | Caja Rural-Seguros RGA           |
| N°                               | Ciclista                         | Clas.                            | N°                                    | Ciclista                              | Clas.                                 | N°                               | Ciclista                         | Clas.                            |
| 91                               | Samuele Battistella              | 78°                              | 101                                   | Arthur Kluckers                       | 80°                                   | 111                              | Julen Arriola-Bengoa             | 62°                              |
| 92                               | Simone Velasco                   | 3°                               | 102                                   | Marius Mayrhofer                      | 5°                                    | 112                              | Gorka Sorarrain                  | 50°                              |
| 93                               | Evgenij Fëdorov                  | 26°                              | 103                                   | Lucas Eriksson                        | 86°                                   | 113                              | Jaume Guardeño                   | 52°                              |
| 94                               | Anton Kuzmin                     | 74°                              | 104                                   | Rick Pluimers                         | 29°                                   | 114                              | Calum Johnston                   | 58°                              |
| 95                               | Igor' Čžan                       | R                                | 105                                   | Florian Stork                         | 17°                                   | 115                              | Eduard Prades                    | 12°                              |
| 96                               | Christian Scaroni                | 8°                               | 106                                   | Yannis Voisard                        | R                                     | 116                              | Michal Schlegel                  | R                                |
| 97                               | Max Walker                       | 67°                              | 107                                   | Luc Wirtgen                           | 83°                                   | 117                              | Guillermo Thomas Silva           | 13°                              |
| Equipo Kern Pharma               | Equipo Kern Pharma               | Equipo Kern Pharma               | Euskaltel-Euskadi                     | Euskaltel-Euskadi                     | Euskaltel-Euskadi                     | Sabgal-Anicolor                  | Sabgal-Anicolor                  | Sabgal-Anicolor                  |
| N°                               | Ciclista                         | Clas.                            | N°                                    | Ciclista                              | Clas.                                 | N°                               | Ciclista                         | Clas.                            |
| 121                              | Urko Berrade                     | 39°                              | 131                                   | Xabier Isasa                          | 27°                                   | 141                              | Artëm Nyč                        | 98°                              |
| 122                              | Pablo Castrillo                  | 16°                              | 132                                   | Asier Etxeberria                      | 63°                                   | 142                              | Oliver Rees                      | R                                |
| 123                              | José Félix Parra                 | 76°                              | 133                                   | Txomin Juaristi                       | 84°                                   | 143                              | Rafael Reis                      | 72°                              |
| 124                              | Jon Agirre                       | R                                | 134                                   | Mikel Bizkarra                        | 40°                                   | 144                              | André Carvalho                   | 90°                              |
| 125                              | Ibon Ruiz                        | 31°                              | 135                                   | Gotzon Martín                         | 14°                                   | 145                              | Gabriel Baptista                 | R                                |
| 126                              | Jorge Gutiérrez                  | 49°                              | 136                                   | Ibai Azurmendi                        | 101°                                  | 146                              | Tiago Caetanita                  | FT                               |
|                                  |                                  |                                  | 137                                   | Iker Mintegi                          | 28°                                   |                                  |                                  |                                  |
| Efapel Cycling                   | Efapel Cycling                   | Efapel Cycling                   | ABTF Betão-Feirense                   | ABTF Betão-Feirense                   | ABTF Betão-Feirense                   | Tavfer-Ovos Matinados-Mortágua   | Tavfer-Ovos Matinados-Mortágua   | Tavfer-Ovos Matinados-Mortágua   |
| N°                               | Ciclista                         | Clas.                            | N°                                    | Ciclista                              | Clas.                                 | N°                               | Ciclista                         | Clas.                            |
| 151                              | Henrique Casimiro                | R                                | 161                                   | Afonso Eulálio                        | R                                     | 171                              | Bruno Silva                      | R                                |
| 152                              | Alexander Grigoriev              | 91°                              | 162                                   | Fábio Oliveira                        | R                                     | 172                              | João Matias                      | R                                |
| 153                              | Tiago Antunes                    | 82°                              | 163                                   | Óscar Cabedo                          | R                                     | 173                              | Leangel Linarez                  | R                                |
| 154                              | Abner González                   | FT                               | 164                                   | Pedro Andrade                         | R                                     | 174                              | Rafael Barbas                    | R                                |
| 155                              | Pedro Pinto                      | 85°                              | 165                                   | Ivo Pinheiro                          | 75°                                   | 175                              | Nicolás Sáenz                    | R                                |
| 156                              | Keegan Swirbul                   | R                                | 166                                   | Diogo Oliveira                        | FT                                    | 176                              | César Martingil                  | R                                |
| 157                              | Viacheslav Ivanov                | 92°                              | 167                                   | Pedro Silva                           | 71°                                   | 177                              | Gonçalo Amado                    | 59°                              |
| Kelly-Simoldes-UDO               | Kelly-Simoldes-UDO               | Kelly-Simoldes-UDO               | AP Hotels & Resorts-Tavira-SC Farense | AP Hotels & Resorts-Tavira-SC Farense | AP Hotels & Resorts-Tavira-SC Farense | Credibom-LA Alumínios-Marcos Car | Credibom-LA Alumínios-Marcos Car | Credibom-LA Alumínios-Marcos Car |
| N°                               | Ciclista                         | Clas.                            | N°                                    | Ciclista                              | Clas.                                 | N°                               | Ciclista                         | Clas.                            |
| 181                              | Luís Gomes                       | 53°                              | 191                                   | Delio Fernández                       | R                                     | 201                              | Luís Fernandes                   | 88°                              |
| 182                              | Rui Carvalho                     | 60°                              | 192                                   | Ruben Simão                           | R                                     | 202                              | François Vie                     | R                                |
| 183                              | Francisco Guerreiro              | 95°                              | 193                                   | Diogo Pinto                           | R                                     | 203                              | Diogo Narciso                    | 93°                              |
| 184                              | Tiago Ferreira                   | R                                | 194                                   | Venceslau Fernandes                   | R                                     | 204                              | Rodrigo Caixas                   | R                                |
| 185                              | Francisco Alves                  | R                                | 195                                   | Afonso Silva                          | R                                     | 205                              | João Nuno Oliveira               | R                                |
| 186                              | Noah Campos                      | FT                               | 196                                   | Miguel Salgueiro                      | R                                     | 206                              | João Macedo                      | FT                               |
| 187                              | André Ribeiro                    | R                                | 197                                   | Euclides Chingui                      | R                                     | 207                              | Emanuel Duarte                   | R                                |
| Aviludo-Louletano-Loulé Concelho | Aviludo-Louletano-Loulé Concelho | Aviludo-Louletano-Loulé Concelho | Rádio Popular-Paredes-Boavista        | Rádio Popular-Paredes-Boavista        | Rádio Popular-Paredes-Boavista        |                                  |                                  |                                  |
| N°                               | Ciclista                         | Clas.                            | N°                                    | Ciclista                              | Clas.                                 |                                  |                                  |                                  |
| 211                              | Daniel Viegas                    | R                                | 221                                   | César Fonte                           | R                                     |                                  |                                  |                                  |
| 212                              | Sergio García                    | 55°                              | 222                                   | Hugo Nunes                            | 103°                                  |                                  |                                  |                                  |
| 213                              | Nicolás Tivani                   | R                                | 223                                   | Tiago Leal                            | R                                     |                                  |                                  |                                  |
| 214                              | Tomás Contte                     | 104°                             | 224                                   | Francisco Peñuela                     | 97°                                   |                                  |                                  |                                  |
| 215                              | Tomás Martins                    | R                                | 225                                   | Tiago Nunes                           | R                                     |                                  |                                  |                                  |
| 216                              | Carlos Oyarzún                   | 96°                              | 226                                   | Daniel Dias                           | R                                     |                                  |                                  |                                  |
| 217                              | David Domínguez                  | 99°                              | 227                                   | Hélder Gonçalves                      | 61°                                   |                                  |                                  |                                  |